# 오치아이촌 (도치기현)
오치아이촌(落合村)은 도치기현의 북서부, 가미쓰가군에 속했던 촌이다. 

## 역사
- 1889년 4월 1일 - 정촌제 시행에 의해 가미쓰가군 오치아이촌이 성립하였다.
- 1954년 3월 31일 - 가와치군 도요오카촌과 함께 이마이치정에 편입되어 이날 시로 승격해  이마이치시가 되었다.

## 교통

### 철도
- 일본국유철도
  - 닛코선

## 참고문헌
- 『栃木県町村合併誌 第一巻』 栃木県、1955年4月。